# 트랜스베스티즘

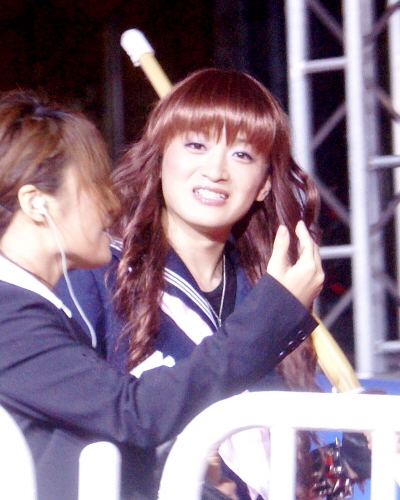
사쿠라즈카 얏군

트랜스베스티즘(Transvestism) 또는 의상도착증은 반대 성별의 옷을 입는 일이다. 독일의 마그누스 히르슈펠트(Magnus Hirschfeld)가 명명한 단어다.
히르슈펠트는 성적 각성이 동반되는 경우도 있다고 언급했다.

## 같이 보기
- 드랙
- 크로스드레싱